# La Chapelle-Taillefert
 La Chapelle-Taillefert  es una localidad y comuna de Francia, en la región de Lemosín, departamento de Creuse, en el distrito de Guéret y cantón de Guéret Sudoeste.
Su población en el censo de 1999 era de 353 habitantes.
Está integrada en la Communauté de communes de Guéret-Saint-Vaury.

## Demografía
| 288 | 319 | 261 | 257 | 310 | 353 |
| Para los censos de 1962 a 1999 la población legal corresponde a la población sin duplicidades (Fuente: INSEE [Consultar]) |     |     |     |     |     |